# Formació i evolució del sistema solar

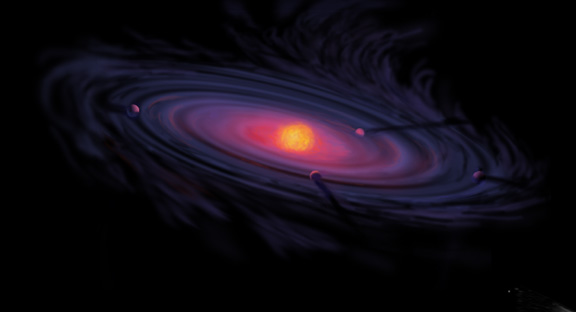
Creació artística d'un disc protoplanetari

La formació i evolució del sistema solar és el subjecte de teories complexes i variades. L'estudi implica diverses disciplines científiques com l'astronomia, la física, la geologia i la ciència planetària. Al llarg de la història, hi ha hagut unes quantes teories però l'estudi científic no va començar fins ben entrat el segle xviii. Abans dominaven teories creacionistes que n'explicaven l'origen per intervenció divina.
Els avenços entre d'altres en física nuclear, la construcció de telescopis potents, de satèl·lits i d'ordenadors capaços d'analitzar grans quantitats de dades han contribuït molt a la comprensió dels fenòmens estel·lars;

## Formació inicial

### Nebulosa solar
La hipòtesi actual de la formació del sistema solar és la hipòtesi nebular, proposada per Emanuel Swedenborg el 1734. L'any 1755, Immanuel Kant, bon coneixedor dels treballs de Swedenborg, va contribuir a desenvolupar la teoria. El 1796, Pierre-Simon Laplace, de manera independent, va formular una teoria similar.
La teoria nebular manté que fa 4.600 milions d'anys, el sistema solar va ser format a partir de la força gravitatòria d'un núvol molecular gegant que va patir una contracció general. Aquest núvol inicial probablement era d'uns quants anys llum de llargada, i va ser el bressol on van néixer moltes estrelles. Encara que, inicialment, es pensava que el procés havia succeït amb una relativa tranquil·litat, estudis més recents a partir d'antics meteorits han detectat traces d'elements que s'han format a partir de grans explosions estel·lars i, per tant, indica que en la zona on es va formar el Sol hi havia supernoves. L'ona de xoc d'aquestes supernoves podria haver provocat la formació del Sol i, en la nebulosa circumdant, hi hauria regions amb una densitat molt elevada que haurien provocat un gran col·lapse.

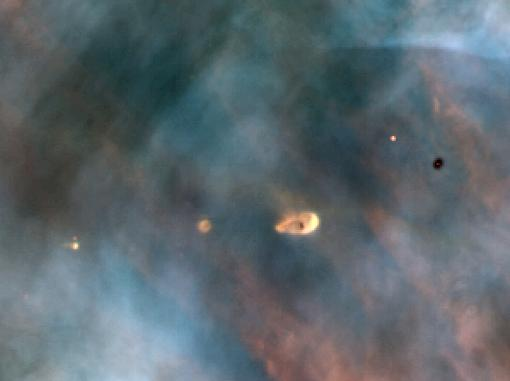
Foto des de l'Hubble d'un disc protoplanetari a la nebulosa d'Orió, un conjunt estel·lar molt similar a la nebulosa inicial de la qual es formà el Sol

Una d'aquestes regions de gas explosiu, coneguda com a nebulosa presolar, és la que formaria més endavant el Sol. Aquesta regió tenia un diàmetre d'entre 7.000 i 20.000 ua i una massa molt similar a la del Sol: entre 1,001 i 1,1 masses solars. Hauria tingut una composició més o menys igual a la del Sol actual, amb un 98% d'hidrogen i heli present des del big-bang, i un 2% d'elements més pesants creats per anteriors generacions d'estrelles que morien i expulsaven el material un altre cop a l'espai interestel·lar.
Com la nebulosa es col·lapsà, la conservació del moment angular va provocar que la velocitat de rotació augmentés. Mentre el material de dins la nebulosa es condensava, els àtoms començaren a col·lidir amb una freqüència cada cop més alta, el que va provocar l'alliberament d'energia en forma de calor. El centre, on es concentrava la part més grossa de la massa, es tornava cada vegada més calent, i molt més que el disc que l'envoltava. Per l'acció de les forces que actuaven conjuntament, com la gravetat, la pressió dels gasos, els camps magnètics, i la rotació, la nebulosa que es contreia va començar a aplanar-se i formar un disc protoplanetari d'un diàmetre d'uns 200 AU i amb una protoestrella calenta i densa al centre.
Els estudis d'estrelles joves T Tauri, que en aquest punt de llur evolució es considera que tenen un estat similar al del Sol, mostren que sovint aquestes estrelles són acompanyades per discs de tipus preplanetari. Aquests discs s'estenen al llarg de centenars d'AU i són més aviat freds, i atenyen només uns mil graus kèlvin al màxim. Després de cent milions d'anys, la temperatura i la pressió en el nucli del Sol arribaren a ser tan elevades que l'hidrogen es començà a fondre, el que va generar una font d'energia interna que contrarestava la força de contracció gravitatòria, fins a arribar a l'equilibri hidroestàtic. En aquest punt, el Sol esdevé una estrella ja completament desenvolupada.
Els planetes s'haurien format a partir d'aquest núvol de gas i pols conegut com la nebulosa solar. El model que explica la formació dels planetes es coneix l'acreció. Es creu que, inicialment, consistia en grans de pols en òrbita al voltant de la protoestrella central, grans que progressivament es van atreure mútuament fins a arribar a formar grups d'entre 1 i 10 quilòmetres de diàmetre. Aquests grups també col·lidiren entre si per formar cossos més grossos anomenats planetesimals, d'uns cinc km de grandària, que gradualment van créixeruns 15 cm cada any, durant els següents milions d'anys.
El sistema solar era massa calent i no permetia que substàncies volàtils com l'aigua o el metà es condensessin, de manera que els planetesimals que van aparèixer foren relativament petits, i representarien només un 0,6% de la massa del disc. A més, eren, en gran part,  compostos amb un punt de fusió alt, com silicats i metalls. Aquests cossos rocosos finalment es convertirien en els planetes terrestres. Més enllà, els efectes gravitacionals de Júpiter feien impossible que els objectes protoplanetaris s'ajuntessin generant el cinturó d'asteroides.
Encara més lluny, més enllà de la línia de congelació on els compostos volàtils de gel podien romandre sòlids, a mesura que aquells components eren més comuns, Júpiter i Saturn agruparen més material que els planetes terrestres i es convertiren en gegants gasosos. Urà i Neptú captaren molt menys material i se'ls considera uns gegants de gel, perquè es creu que els seus nuclis estan formats principalment de gel, de compostos d'hidrogen.
El vent solar del jove Sol va escampar tot el gas i la pols pel disc protoplanetari, disseminant-lo per l'espai interestel·lar, i posant fi al creixement dels planetes. Les estrelles T Tauri tenen vents solars molt més forts que les estrelles més velles i estables.

### Problemes amb el model nebular
Un dels problemes del model de nebulosa solar és el que fa referència al moment angular. Amb la major part de la massa del sistema acumulant-se al voltant d'un núvol en rotació, la hipòtesi prediu que la major part del moment angular del sistema s'hauria d'acumular en aquest mateix lloc. Tanmateix, la rotació del Sol és molt més lenta del que es pressuposa, i els planetes, malgrat tenir menys de l'1% de la massa total del sistema, inclouen més del 90% del seu moment angular. Una resolució a aquest problema és que les partícules de pols del disc original van generar algun tipus de fricció, la qual cosa va disminuir la velocitat de rotació en el centre.
Els planetes situats en un "lloc incorrecte", per anomenar-ho d'alguna manera, són un altre problema per al model. Urà i Neptú estan ubicats en una regió on la seva formació és molt poc plausible per la baixa densitat de la nebulosa solar i els llargs temps orbitals a la seva regió. Encara més, els "júpiters" calents que ara s'observen al voltant d'altres estrelles no es poden haver format en les seves posicions actuals si és que també es van formar a partir de "nebuloses solars". S'estan debatent aquests tipus de problemes, assumint que les interaccions amb la mateixa nebulosa i amb restes planetàries poden ocasionar determinades migracions de planetes.
Els detalls de les característiques dels planetes són encara un tercer problema. La hipòtesi de la nebulosa solar prediu que tots els planetes es formaran exactament en el pla de l'eclíptica. En canvi, les òrbites dels planetes clàssics tenen diverses inclinacions respecte a l'eclíptica, tot i ser petites. Encara més; per als gegants gasosos es pot predir que les seves rotacions i sistemes lunars tampoc no estaran inclinats respecte del pla el·líptic, tenint Urà una inclinació de 98°.
La Lluna, que és relativament gran en comparació a la Terra, i altres llunes que es troben en òrbites irregulars respecte al seu planeta, ens presenten un altre problema. Tot i així, ara es creu que aquestes observacions s'expliquen per esdeveniments que van ocórrer després de la formació inicial del sistema solar.

### Altres hipòtesis

James Clerk Maxwell

Durant els últims anys del segle xix, la hipòtesi nebular de Kant-Laplace va ser criticada per James Clerk Maxwell, que va provar que si la matèria dels planetes hagués estat alguna vegada distribuïda formant un disc al voltant del Sol, les forces de rotació diferencial haurien impedit la condensació de planetes individuals. Una altra objecció va ser que el Sol té un moment angular menor que el requerit pel model de Kant-Laplace. Durant unes quantes dècades, molts astrònoms van preferir la hipòtesi de les col·lisions properes, que considerava que els planetes s'haurien format a causa de l'aproximació d'una altra estrella al Sol. Aquesta proximitat hauria expulsat una gran quantitat de matèria tant del Sol com de l'altra estrella a causa de les forces de marea i, que en condensar-se, hauria format els planetes.
La hipòtesi de les col·lisions properes també va ser criticada i, en la dècada del 1940, el model nebular va ser millorat i va aconseguir una àmplia acceptació per part de la comunitat científica. En la versió modificada, es va assumir que la massa del protoplaneta original era major i que la variació del moment angular era deguda a forces magnètiques. És a dir, el jove Sol va transferir una part del moment angular al disc protoplanetari i als planetesimals mitjançant ones d'Alvén, com se suposa que els succeeix a les estrelles T Tauri.
Al segle xix l'astrofísic Amèrica A. Lyman Spitzer va elaborar una hipòtesi que va convèncer a la majoria de la comunitat científica. La hipòtesi es va anomenar "Teoria de Titus-Bode".
Aquesta hipòtesi consistia en el fet que una estrella de gran mida s'havia trobat amb un Sol en plena formació, quan només era pols i estava en rotació camí a formar el sol primitiu. La gravetat que tenia aquesta estrella va provocar que una part de la massa que hi havia en la formació del Sol sortís disparada. Aquesta matèria que va sortir disparada es va quedar en l'òrbita del Sol primitiu, d'aquesta manera tota aquesta matèria es va ajuntar amb el temps fins a formar milions de protoplanetes que no tenien més de 10 km. A partir d'aquí es van anar ajuntant contínuament i així es van formar els planetes rocosos, la major part de la matèria gasosa va anar més lluny i es va anar ajuntant per culpa d'uns protoplanetes que van estar a aquella distància i d'aquesta manera s'haurien anat formant els planetes gasosos. L'únic que no pot explicar aquesta teoria és el moment angular dels planetes, ja que aquest tenen un moment angular major.
El model nebular refinat va ser desenvolupat completament basant-se en les observacions del nostre sistema solar, ja que era l'únic conegut fins a mitjans de la dècada de 1990. Tot i així, es creia que era àmpliament aplicable a altres sistemes planetaris, per la qual cosa els científics estaven delerosos per trobar discs protoplanetaris o, fins i tot, planetes extrasolars al voltant d'altres estrelles. En l'actualitat, s'ha observat nebuloses estel·lars i discs protoplanetaris en la nebulosa d'Orió i en altres regions amb estrelles en formació, emprant el telescopi espacial Hubble. Algunes d'aquestes àrees tenen fins a 1.000 ua de diàmetre.
El novembre de 2006, el descobriment de més de 200 exoplanetes va fer que el model nebular deixés de ser coherent amb les dades experimentals. Per tant, ha de ser revisat per tenir en compte aquests sistemes planetaris, o un nou model ha de ser proposat. No existeix un consens sobre com explicar els "júpiters calents" observats, però la idea majoritària és la de la migració planetària. Aquesta idea consisteix en el fet que els planetes han de ser capaços de migrar de les seves òrbites inicials a estrelles més properes per algun dels diversos processos físics possibles, com la fricció orbital quan el disc protoplanetari encara és replet d'hidrogen i heli.
En els últims anys, s'ha desenvolupat un nou model de formació de sistemes solars: la teoria de la captura. Aquesta teoria sosté que la gravetat d'un objecte errant podria extreure matèria del Sol, que després es condensaria i refredaria formant els planetes. Aquest model explica característiques del sistema solar no explicades pel model nebular. Tanmateix, la teoria de la captura ha estat criticada pel fet que suposa una edat diferent per al Sol i per als planetes; actualment, existeixen proves que demostren que el Sol i la resta del sistema solar van formar-se aproximadament a la mateixa època.

## Estimació d'edat
Amb datació radiomètrica, els científics estimen que el sistema solar té uns 4.600 milions d'anys d'antiguitat. Les roques més velles a la Terra tenen aproximadament 3.900 milions d'anys. Les roques tan velles són rares de trobar, ja que la superfície de la Terra constantment és remodelada per l'erosió, el vulcanisme i les plaques tectòniques. Per a estimar l'edat del sistema solar, els científics utilitzen meteorits, que es van formar durant la condensació primerenca de la nebulosa solar. S'han trobat meteorits, com el de Canyon Diablo, de 4.600 milions d'anys d'antiguitat, per tant el sistema solar ha de tenir almenys aquesta edat.

## Evolució posterior
En principi, es va creure que els planetes es van formar en les òrbites actuals, com les veiem ara, o si més no a prop d'aquestes. Tanmateix, aquest punt de vista ha patit un canvi radical amb els coneixements apareguts a final del segle xx i principi del segle xxi. Actualment, es creu que inicialment el sistema solar era molt diferent, amb cinc objectes almenys tan massius com Mercuri, presents en la part interior (actualment n'hi ha quatre), i amb el sistema solar exterior molt més compacte del que és ara, així com amb el cinturó de Kuiper situat molt més endins d'on comença ara.
També hi ha la teoria que els impactes són una part regular, si bé poc freqüent, del desenvolupament del sistema solar. A més de l'impacte que va formar la Lluna, es creu que el sistema Plutó-Caront va resultar d'una topada entre objectes del cinturó de Kuiper. El mateix pel que fa a altres casos de llunes al voltant d'asteroides i altres objectes del cinturó de Kuiper; tots són el resultat de col·lisions. Que continuen existint aquests xocs està demostrat per l'impacte del cometa Shoemaker-Levy 9 amb Júpiter el 1994, i per l'empremta de l'impacte del Meteor Crater a l'estat americà d'Arizona.

### Sistema solar interior
D'acord amb el punt de vista acceptat actualment, el sistema solar interior es va acabar de completar després d'un impacte gegant entre una "jove" Terra i un objecte de la mida de Mart que, se suposa, es va formar en un dels punts de Lagrange entre la Terra i el Sol (L₄ o L₅) i després va anar a la deriva. D'aquest impacte en va resultar la formació de la Lluna.

### Cinturó d'asteroides

El cinturó d'asteroides, entre les òrbites de Mart i Júpiter

D'acord amb la hipòtesi de la nebulosa solar, el cinturó d'asteroides inicialment contenia prou matèria per a formar un planeta i, efectivament, un gran nombre de planetesimals es va formar així. Tanmateix, Júpiter es va formar abans; a causa de la gran massa de Júpiter, les ressonàncies orbitals d'aquest gran planeta regeixen les òrbites del cinturó d'asteroides. Aquestes ressonàncies van dispersar els planetesimals lluny del cinturó d'asteroides o els van mantenir en bandes orbitals estretes i van evitar que es consolidessin. El que queda són els darrers planetesimals creats inicialment durant la formació del sistema solar.
Els efectes de Júpiter han dispersat la major part del material originari del cinturó d'asteroides, deixant menys de l'equivalent a una dècima part de la massa de la Terra. La pèrdua de massa és el principal factor que evita que el cinturó d'asteroides es consolidi com un planeta. Els objectes amb una massa molt grossa tenen un camp gravitacional prou elevat per a evitar la pèrdua de grans quantitats de material com a resultat d'una topada violenta. Aquest no és el cas del cinturó d'asteroides. Com a resultat, molts objectes més grossos s'han fragmentat i, en determinats casos, els objectes més nous van ser empesos cap a fora per impactes menys violents. Es poden trobar proves de tals impactes en les llunes que hi ha al voltant d'alguns asteroides, que només poden ser explicades si són consolidacions de material llançat fora de l'objecte originari però no amb prou energia perquè pugui allunyar-se'n.

### Planetes exteriors

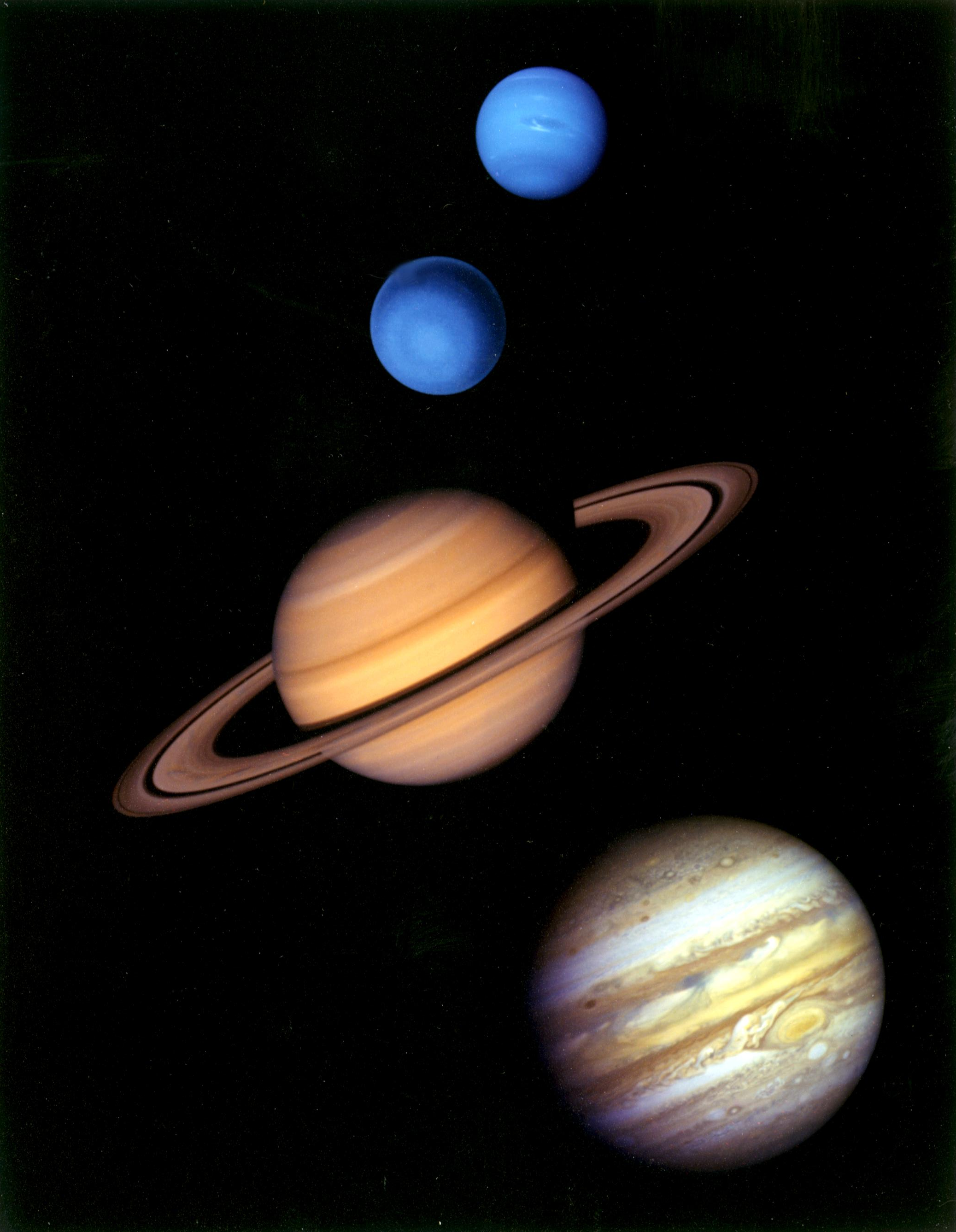
Gegants gasosos: Neptú, Urà, Saturn, i Júpiter (no estan a escala)

Els protoplanetes més grossos van ser prou massius per a acumular una part del gas del disc protoplanetari, i es creu que les seves distribucions de massa es poden entendre a partir de les posicions que ocupaven en el disc, encara que aquesta explicació és massa simple per poder aplicar-la a altres sistemes planetaris.
En essència, el primer planetesimal jovià que va assolir la massa crítica necessària per a poder capturar gas d'heli i subseqüentment gas d'hidrogen és el més interior perquè, si comparem amb les òrbites més allunyades del Sol, aquí les velocitats orbitals són més altes, la densitat en el disc és major i les col·lisions succeeixen més sovint. Així, Júpiter és el jovià més gran perquè va acumular gasos d'hidrogen i heli en un període més llarg de temps, i Saturn és el següent. En la composició d'aquests dos planetes, predominen els gasos d'hidrogen i heli, aproximadament amb un 97% i un 90% de la massa, respectivament.
Els protoplanetes d'Urà i Neptú van assolir la mida crítica necessària per a arribar al col·lapse molt de temps després, i per això van capturar menys hidrogen i heli, que actualment constitueixen només 1/3 de la seva massa total.
Després de la captura de gas, es creu que el sistema solar exterior s'ha acabat de formar per migracions planetàries. De la mateixa manera com la gravetat dels planetes va pertorbar les òrbites dels objectes del cinturó de Kuiper, molts d'altres van ser dispersats cap a l'interior per Saturn, Urà i Neptú, mentre que Júpiter els va expulsar completament fora del sistema solar. Finalment, Júpiter va migrar cap a l'interior mentre que Saturn, Urà i Neptú van migrar cap a l'exterior.
El 2004 es van fer unes observacions importants que han ajudat a una millor comprensió de com aquest procés va conduir a la formació de l'estructura actual del sistema solar. Els resultats generats per nous models per ordinador van mostrar que si Júpiter hagués completat dues òrbites al voltant del Sol per cadascuna de Saturn, el patró de migració posaria Júpiter i Saturn en una ressonància de 2:1 quan el període orbital de Júpiter arribés a ser exactament la meitat del de Saturn. Així mateix, aquest model situava Urà i Neptú en òrbites més el·líptiques, el que tenia una probabilitat que canviessin de lloc d'un 50%. La simulació suposava que l'objecte que serà el més exterior, Neptú, podria llavors ser projectat cap a l'exterior, al cinturó de Kuiper, com va succeir inicialment.
Després que Júpiter i Saturn passessin per la ressonància de 2:1, la interacció subseqüent entre els planetes i el cinturó de Kuiper pot explicar les característiques orbitals i les inclinacions de l'eix dels planetes gegants exteriors. Urà i Saturn van acabar on són a causa de les interaccions amb Júpiter i entre si mateixos, mentre que Neptú va acabar al seu lloc actual perquè és allà on el cinturó de Kuiper era inicialment. La dispersió dels objectes del cinturó de Kuiper pot explicar l'intens bombardeig tardà que va succeir aproximadament fa uns 4.000 milions d'anys.

### Bombardeig tardà

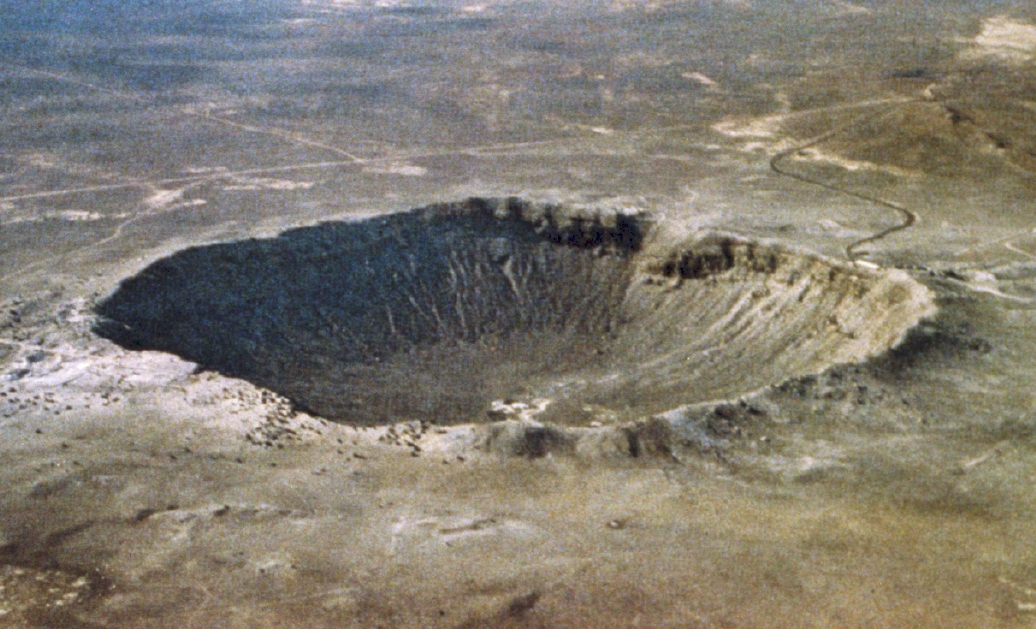
El Meteor Crater a Arizona. Creat fa uns 50.000 anys en un gran impacte, indicador de la creació del sistema solar.

Molt de temps després que el vent solar netegés de gas el disc, moltes planetesimals van quedar allunyats, sense ser integrats en cap altre cos planetari. En principi, es va pensar que se situaven més enllà dels planetes exteriors, on els temps de concentració planetesimal eren tan llargs que feia impossible que el planeta es formés abans de la dispersió gasosa. El planeta exterior més gros interaccionava amb aquest "mar planetesimal", dispersant aquests petits cossos rocosos cap a l'interior, mentre que ell es desplaçava cap a l'exterior. Aquest procés es repetí posteriorment, quan aquesta interacció es produí amb els altres planetes; d'aquesta manera, les òrbites planetàries es desplaçaren cap a l'exterior i els planetesimals cap a l'interior.
Finalment, aquest moviment planetari va derivar en un desplaçament de la ressonància entre Júpiter i Saturn (comentat més amunt) en una relació de 2:1. Es creu que Neptú i Urà van ser ràpidament empesos cap a fora, on van interaccionar de manera molt intensa amb el mar de planetesimals. Per aquest motiu, va augmentar la quantitat de planetesimals que van ser arrossegats cap a l'interior del sistema solar i d'aquí el gran increment de grans impactes observats en llunes i planetes. Aquest període és conegut com el gran bombardeig tardà.
D'aquesta forma, els planetes joves, i de manera particular Júpiter i Neptú, van deixar el disc lliure de restes planetesimals, "netejant l'entorn", ja sigui llançant-los cap als extrems del núvol d'Oort fins a 50.000 ua de distància, o alterant contínuament les seves òrbites tot col·lidint amb altres planetes; una altra opció va ser la d'aconseguir òrbites més estables, com el cinturó d'asteroides. Aquest període de bombardeig pesant va durar uns quants centenars de milions d'anys i el resultat és visible en els cràters que es poden observar en molts cossos del sistema solar sense activitat geològica.
L'impacte dels planetesimals a la Terra es creu que va portar l'aigua i altres compostos hidrogenats. Alguns creuen que la vida mateixa va arribar a la Terra d'aquesta manera; és la hipòtesi coneguda com de la panspèrmia. Les actuals ubicacions del cinturó de Kuiper i el d'asteroides, fonamentalment, poden ser el resultat d'aquest bombardeig pesant, en què es van transportar grans quantitats de massa a través del sistema solar.
Pel bombardeig i les col·lisions entre planetesimals i protoplanetes també es pot explicar l'existència de llunes, òrbites lunars i inclinacions axials inhabituals, entre altres discrepàncies existents en uns moviments que originàriament són molt ordenats. També dona resposta a l'excessiva quantitat de cràters que hi ha a la Lluna i altres cossos grossos, datats en aquest període del sistema solar.
Se sospita que un brutal impacte d'un protoplaneta de la mida de Mart és el responsable de l'existència de la lluna, particularment grossa, i que té una composició i una densitat similar a la del mantell terrestre. Aquest impacte, simultàniament, podria haver alterat l'eix de rotació de la Terra fins als seus actuals 23,5° respecte del seu pla orbital.
En el model de la nebulosa solar, l'única forma en la qual els planetes poden obtenir llunes és capturant-les. Les dues petites i aplanades llunes de Mart són clarament asteroides, i altres exemples de satèl·lits capturats abunden a l'entorn de Júpiter.
Interaccions regulars de la poderosa gravetat de Júpiter (vegeu ressonància orbital) també són responsables que alguna part del material que en algun moment va formar part del cinturó d'asteroides s'apropi a un altre planeta terrestre important. La major part d'aquest material porta temps dins d'òrbites excèntriques i han col·lidit en alguns moments. La massa total del cinturó d'asteroides és actualment inferior a una dècima part de la massa de la Lluna.

### El cinturó de Kuiper i el núvol d'Oort

Visió artística del cinturó de Kuiper i de l'encara més distant núvol d'Oort

El cinturó de Kuiper va ser inicialment una regió exterior constituïda per cossos congelats als quals mancava una densitat prou màssica per a consolidar-se. Inicialment, el seu límit intern podria haver sigut a l'extrem d'Urà i Neptú, quan aquests es van formar, i més probablement en un rang de 15 a 20 ua, mentre que el límit extern era a uns 30 ua. El cinturó de Kuiper, en aquest període, "degotava" objectes cap al sistema solar extern, i era la causa de les primeres migracions planetàries.
La ressonància orbital Júpiter-Saturn, de 2:1, va provocar que Neptú travessés el cinturó de Kuiper dispersant la majoria dels objectes. Molts d'aquests van ser dispersats cap endins, fins que van interaccionar amb Júpiter i es varen situar en òrbites altament el·líptiques, o varen ser expulsats fora del sistema solar. Els objectes que assoliren òrbites molt el·líptiques van formar el núvol d'Oort. Més cap a la zona interior, alguns objectes van ser dispersats per Neptú i varen constituir un disc dispers, que ha donat lloc a la baixa massa del cinturó de Kuiper de l'actualitat. Tanmateix, molts objectes del cinturó de Kuiper, incloent-hi Plutó, es van afegir gravitacionalment a l'òrbita de Neptú, i foren forçats a òrbites ressonants.
L'evolució del sistema solar exterior sembla haver estat influïda per la presència de supernoves properes i, possiblement, també pel pas a través de núvols interestel·lars. Les superfícies dels cossos en el sistema solar exterior podien rebre diverses influències com algun tipus d'aclimatament espacial causat pel vent solar, l'acció de micrometeorits i dels components neutrals del medi interestel·lar, i influències més momentànies de supernoves i erupcions magnètiques, també anomenades terratrèmols estel·lars. En algunes recerques sobre aclimatació espacial i erosió espacial, encara no s'han quantificat més específicament les implicacions en relació al sistema solar exterior.
La mostra de l'Stardust, que va recollir matèria del cometa Wild 2, ha revelat també algun indici que confirmaria que els materials de la formació inicial del sistema solar van migrar des de la zona interior més càlida cap a la regió del cinturó de Kuiper. També hi ha informació sobre la pols que existia abans que es formés el sistema solar.

### Llunes

#### Mecanismes de formació

Satèl·lits naturals dels sistema solar

Les llunes són els satèl·lits naturals que hi ha al voltant de la majoria dels planetes i altres cossos del sistema solar. Se'n explica l'origen de tres maneres: 
- per la formació des d'un disc protoplanetari, mecanisme peculiar dels gegants gasosos;
- per la formació a partir de restes d'un planeta com a resultat d'un impacte prou fort en un angle superficial;
- per la captura d'un objecte per la força de la gravetat.

Els gegants gasosos tendeixen a tenir sistemes de llunes interiors que es van originar a partir del disc protoplanetari. Això es pot deduir de la gran dimensió i la proximitat al planeta. Aquestes característiques són impossibles d'assolir per la captura i, d'altra banda, la naturalesa gasosa dels planetes no permet la formació a partir de runes planetàries a conseqüència de grosses col·lisions.
Les llunes exteriors dels gegants gasosos tendeixen a ser petites i tenir òrbites que són el·líptiques amb inclinacions arbitràries. Aquestes característiques són apropiades per a llunes que són cossos capturats.
En el cas dels planetes interiors i altres cossos sòlids del sistema solar, les col·lisions semblen el principal mecanisme formador de llunes, amb una part del material expulsat per la topada que acaba en l'òrbita del planeta i formen una o més llunes. Es creu que la Lluna es va formar d'aquesta forma.

#### Evolució de les llunes
Després de formar-se, les llunes continuaren evolucionant. L'efecte més comú que han sofert és la modificació de l'òrbita per mor de les marees. Això ocorre per la influència que una lluna crea en l'atmosfera i en els oceans d'un planeta i, en mesura menor, en el planeta en si mateix.
Si el planeta rota més ràpid que l'òrbita de la lluna, l'augment de les marees es desplaçarà constantment per davant del satèl·lit. En aquest cas, aquest increment causarà que el satèl·lit s'acceleri i lentament s'allunyi del planeta, com és el cas de la nostra Lluna. D'altra banda, si la lluna orbita més ràpid que el gir del planeta, o gira en direcció contrària, l'augment serà inferior al moviment de la lluna i, amb el temps, l'òrbita lunar tendirà a acostar-se al planeta. Per aquesta raó, la lluna marciana Fobos va caient lentament cap a Mart, en un moviment en espiral.
Un planeta també pot crear un augment en les marees d'una lluna, i aquest fet disminuirà la rotació de la lluna fins que el seu període de rotació arribi a ser el mateix que el seu període de revolució. Així, la lluna mantindrà un dels seus costats mirant cap al planeta, com és el cas de la Lluna. Això s'anomena rotació sincrònica i es pot observar en moltes altres llunes del sistema solar, com en el satèl·lit Io de Júpiter. En el cas de Plutó i Caront, tant el planeta nan com el satèl·lit són sincronitzats cadascú per les marees de l'altre.

## Futur
Els astrònoms creuen que el sistema solar com es coneix actualment, durarà uns centenars de milions d'anys, temps en què s'espera que s'iniciï una gran transformació que conclourà amb la mort del Sol. Tan sols una catàstrofe inesperada, com l'arribada d'un forat negre o una estrella a l'espai del sistema, escurçarien aquest futur.
Els anells de Saturn són bastant joves i es calcula que continuïn existint d'aquí a uns 300 o 400 milions d'anys. L'acció gravitatòria de les llunes de Saturn escombraran gradualment la part exterior dels anells en direcció cap al planeta i l'abrasió periòdica deguda als meteorits i la gravetat del mateix planeta faran la resta, i quedarà Saturn sense els seus característics ornaments.
Tritó, la lluna de Neptú, que actualment segueix una òrbita retrògrada lenta en declivi, en algun moment, no abans d'uns 1.400 ni més tard d'uns 3.500 milions d'anys, caurà sota el límit de Roche de Neptú, i la seva força de marea destrossarà Tritó, i aquests fragments poden arribar a crear un ampli sistema d'anells al voltant del planeta, similar al de Saturn.
A causa de la fricció de la marea contra el llit marí, la Lluna frena el moment rotacional de la Terra; això, al seu torn, causa que la Lluna s'allunyi progressivament de la Terra, a un ritme d'aproximadament 38 mm per any. Mentre això succeeix, la conservació del moment angular fa que la rotació del planeta disminueixi, fent que els dies siguin més llargs amb un increment d'aproximadament un segon cada 60.000 anys.
D'aquí a uns dos mil milions d'anys, l'òrbita de la Lluna assolirà un punt conegut com a «ressonància de gir i òrbita» i tant la Terra com la Lluna seran sincronitzades per les seves marees. El període orbital de la Lluna, igualarà el període de rotació de la Terra i tindrà una cara mirant la Lluna, de la mateixa manera com actualment ho fa la Lluna.

### Evolució solar

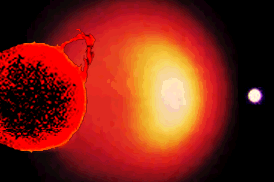
Simulació d'artista de l'evolució futura del Sol: seqüència principal (esquerra); geganta vermella (centre); nana blanca (dreta)

El Sol es fa cada cop més brillant, amb un increment de brillantor d'un 10% cada mil milions d'anys. En un període de mil milions d'anys, a mesura que augmenti l'emissió de la radiació solar, la seva zona d'habitabilitat es desplaçarà cap als cossos més allunyats, i la superfície de la Terra quedarà socarrimada per l'acció de la radiació, i arribarà a ser inhabitable. La vida a la Terra s'extingirà, tot i que alguns organismes podrien sobreviure als oceans més profunds.
Dintre de 3.500 milions d'anys, la superfície de la Terra tindrà unes condicions climàtiques similars a les que té actualment Venus; els oceans bulliran i la vida, en les formes d'avui, serà impossible.

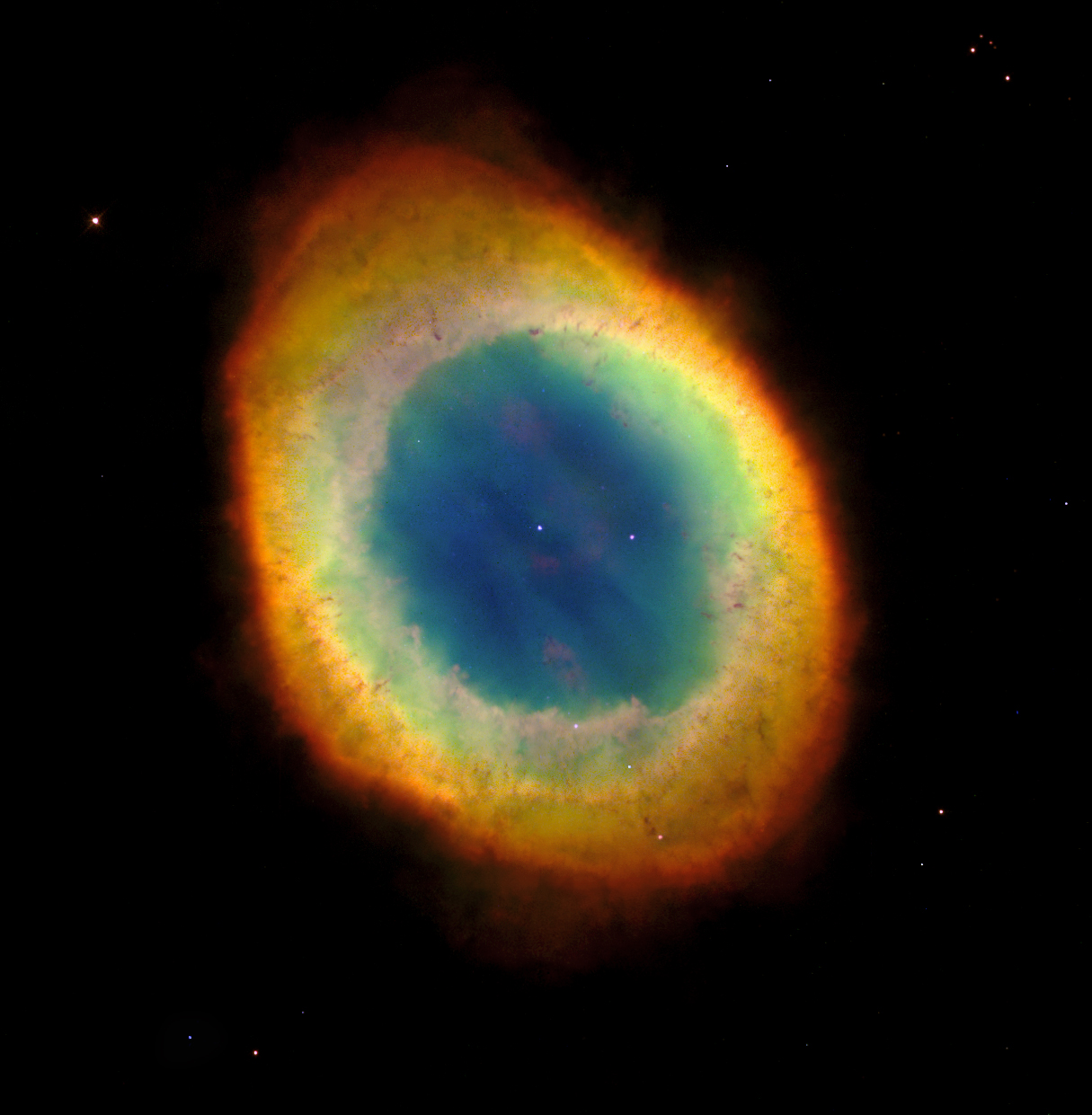
La nebulosa de l'anell, una nebulosa planetària com la que el Sol pot arribar a ser en un futur llunyà

Quan hagin passat uns 5.400 milions d'anys, les reserves d'hidrogen del nucli del Sol s'hauran esgotat i llavors es començarà a utilitzar l'hidrogen de les capes superiors menys denses. Dintre de 7.590 milions d'anys, el Sol es convertirà en una gegant roja. Aquest procés requerirà que s'expandeixi unes 256 vegades el seu diàmetre actual (1,2 AU). A mesura que el Sol s'expandeixi, arribarà a gairebé certament devorar el planeta Mercuri i Venus, i possiblement la Terra. Durant aquest temps, és possible que la temperatura superficial de les cinturó de Kuiper, tal com Plutó i Caront, sigui prou moderada perquè la superfície congelada es transformi en oceans líquids, i es podrien crear unes condicions similars a les que calen per a fer possible la vida humana.
Més endavant, l'heli produït a la superfície s'endinsarà cap a l'interior, cap al nucli del Sol, n'incrementarà la densitat fins que s'assoleixin els nivells necessaris perquè l'heli es transformi en carboni. Aquest procés serà molt intens i el Sol es contraurà bruscament fins a assolir una mida lleugerament més grossa que el seu radi originari.
L'increment de les reaccions degudes a l'augment de la temperatura i de la pressió en el nucli del Sol, i per la quantitat d'heli solar existent, es creu que l'escenari de la transformació completa d'heli en carboni durarà tan sols uns cent milions d'anys. L'heli és relativament poc abundant si el comparem amb l'hidrogen, ja que es necessiten quatre ions d'hidrogen per a crear un nucli d'heli, i tres nuclis d'heli per a crear-ne un de carboni.
Arribats en aquest punt, el procés energètic haurà de recórrer un altre cop a les reserves de les capes solars exteriors i així el Sol recuperarà la  forma de gegant roja. Aquesta fase durarà uns altres cent milions d'anys, després dels quals, al llarg d'uns altres 100.000 anys, les capes exteriors del Sol es desintegraran i expulsaran un gran flux de matèria a l'espai. En aquesta fase, es formarà un halo conegut, de forma enganyosa, com una nebulosa planetària.
Aquest és un esdeveniment relativament tranquil, ben diferent del d'una supernova; el Sol és una estrella massa petita com per arribar a convertir-se en una supernova. Els habitants de la Terra, si arribessin a sobreviure, podran observar un increment massiu en la velocitat del vent solar, però no prou intens com per poder destruir la Terra.
Tot el que quedarà del Sol serà una nana blanca, un objecte calent, ombrívol i extraordinàriament dens, que tindrà la meitat de la seva massa originària, però tota continguda només en un cos de la meitat de la mida de la Terra. Vist des de la Terra (si el planeta continua existint), seria un punt de llum de la mida de Venus amb la brillantor d'uns cent sols actuals.
Tan aviat com el Sol es mori, disminuirà l'acció de la seva gravetat sobre els planetes, cometes i asteroides que l'orbiten. Les òrbites de la Terra i d'altres planetes s'expandiran. Quan el Sol es converteixi en una nana blanca, s'assolirà la configuració final del sistema solar: la Terra i Mart (si els planetes encara existeixen en aquest moment), la seva òrbita serà d'unes 1,85 i 2,80 AU. Tot el sistema solar s'alterarà de manera dràstica. Ells i els altres planetes restants es congelaran com a closques fosques, gelades i sense vida. Continuaran orbitant la seva estrella morta, a una velocitat reduïda a causa d'una distància més llarga respecte del Sol i a la disminució de la gravetat solar.
Progressivament, el Sol anirà cristal·litzant i 2.000 milions d'anys més tard, el carboni del nucli es transformarà en un diamant gegant. Finalment, amb el temps, deixarà de brillar completament.